# Kapplasse
Kapplasse este o arie protejată (arie specială de conservare — SAC, sit de importanță comunitară — SCI) din Suedia întinsă pe o suprafață de 38,9 ha, integral pe uscat.

## Localizare
Centrul sitului Kapplasse este situat la coordonatele 60°34′49″N 17°50′03″E / 60.5804°N 17.8341°E.

## Înființare
Situl Kapplasse a fost declarat sit de importanță comunitară în ianuarie 1998 pentru a proteja un număr necunoscut de specii din flora spontană și fauna sălbatică aflate în arealul zonei. Situl a fost protejat și ca arie specială de conservare în martie 2011.

## Biodiversitate
Situată în ecoregiunile boreală și marină baltică, aria protejată conține 7 habitate naturale: Mlaștini alcaline, Faleze cu vegetație de pe coastele atlantice și baltice, Păduri fino-scandinave bogate în ierburi cu Picea abies, Roci stâncoase cu vegetație pionieră de Sedo-Scleranthion sau Sedo albi-Veronicion dillenii, Păduri naturale în etape succesive primare ale suprafețelor emergente de coastă, Taiga vestică, Vegetație perenă pe țărmurile stâncoase.
La baza desemnării sitului se află un număr nedeclarat de specii protejate.